# Reprezentacja Wielkiej Brytanii w hokeju na trawie mężczyzn
Reprezentacja Wielkiej Brytanii w hokeju na trawie mężczyzn uczestniczy w międzynarodowych rozgrywkach podczas igrzysk olimpijskich i należy do czołowych zespołów. Zdobyła w swej historii dwa złote medale Igrzysk Olimpijskich (1920, 1988).
Jest członkiem Europejskiej Federacji Hokeja na Trawie (EHF), ale nie uczestniczy w mistrzostwach Europy.
Nie należy do Międzynarodowej Federacji Hokeja na Trawie (FIH), w związku z tym nie uczestniczy w mistrzostwach świata (w rozgrywkach bierze udział Anglia, Szkocja i Walia). 
Wielokrotnie brała udział w Champions Trophy, wywalczając w 1985 roku drugie miejsce, a w 1978 i 1984 trzecie.

## Osiągnięcia

### Igrzyska olimpijskie
- nie startowała - 1908[2]
- 1. miejsce - 1920
- nie startowała - 1928
- nie startowała - 1936
- 2. miejsce - 1948
- 3. miejsce - 1952
- 4. miejsce - 1956
- 4. miejsce - 1960
- 9. miejsce - 1964
- 12. miejsce - 1968
- 6. miejsce - 1972
- nie startowała - 1976
- nie startowała - 1980
- 3. miejsce - 1984
- 1. miejsce - 1988
- 6. miejsce - 1992
- 7. miejsce - 1996
- 6. miejsce - 2000
- 9. miejsce - 2004
- 5. miejsce - 2008
- 4. miejsce - 2012
- 9. miejsce - 2016
- 5. miejsce - 2020
- 7. miejsce - 2024